# Nephrotoma dutti
Nephrotoma dutti är en tvåvingeart som beskrevs av Alexander 1963. Nephrotoma dutti ingår i släktet Nephrotoma och familjen storharkrankar. Inga underarter finns listade i Catalogue of Life.